# 手塚良成
手塚 良成（てづか よしなり、1918年（大正7年）4月15日 - 2000年（平成12年）9月24日）は、日本の運輸官僚。航空局長や海上保安庁長官等を歴任し、退官後は日本航空の常務取締役や空港環境整備協会理事長・会長などを務めた。

## 来歴
広島県広島市出身（北海道生まれ）。
1942年（昭和17年）9月東京帝国大学法学部政治学科を卒業、10月に逓信省入省と同時に海軍短期現役士官として徳島海軍航空隊に入隊する。1945年（昭和20年）8月、海軍設営隊（28隊）としてラバウルのトベラ飛行場で終戦を迎え、1946年（昭和21年）4月29日、大洋漁業の捕鯨船図南丸で帰国し、のち運輸省に復帰した。
1964年（昭和39年）6月1日、新設された新東京国際空港担当参事官に抜擢され、航空局長の栃内一彦と共に官邸や知事らへの新空港建設の説明と協力要請に奔走する（成田空港問題）。
1968年（昭和43年）6月、航空局長に就任する。
1970年（昭和45年）6月、海上保安庁長官に就任する。
1979年（昭和54年）6月、国際観光振興会会長に就任する。

## 栄典
1988年、勲二等瑞宝章受章。